# Thallosia
Thallosia is een vliegengeslacht uit de familie van de roofvliegen (Asilidae).

## Soorten
- T. congoicola Oldroyd, 1970